# Velm-Götzendorf
Velm-Götzendorf ist eine Gemeinde mit 785 Einwohnern (Stand 1. Jänner 2025) im Bezirk Gänserndorf in Niederösterreich. Von 1972 bis Ende 1989 war Velm-Götzendorf ein Teil von Spannberg.

## Geografie

Velm und Götzendorf (rechts oben) und Umgebung in der Landesaufnahme um 1873

Velm-Götzendorf liegt im Weinviertel in Niederösterreich. Durch die Gemeinde fließen der Sulzbach und die drei linken Nebenbäche Hofbach, Geißleitenbach und Waidenbach. Der Ort liegt auf 183 Meter Meereshöhe, nach Norden steigt das Gelände auf 200, im Südwesten auf 220 Meter Höhe an. Die Fläche der Gemeinde umfasst 17,7 Quadratkilometer, davon sind 85 Prozent landwirtschaftliche Nutzfläche und vier Prozent sind bewaldet.

### Gemeindegliederung
Die Gemeinde besteht aus den Katastralgemeinden Götzendorf und Velm und der Ortschaft Velm-Götzendorf. Da diese beiden Ortsnamen unweit voneinander entfernt auch im Industrieviertel zu finden sind (Marktgemeinde Götzendorf an der Leitha und Katastralgemeinde Velm in der Gemeinde Himberg), gibt es häufig Verwechslungen.

### Nachbargemeinden
| Zistersdorf |                                             |          |
|             | Kompassrose, die auf Nachbargemeinden zeigt | Dürnkrut |
| Spannberg   | Ebenthal                                    |          |

## Geschichte
Die erste schriftliche Aufzeichnung über Götzendorf erfolgte im Jahre 1137, als Adalbert, ein Sohn von Leopold dem Heiligen, dem Stift Klosterneuburg den Ort Gecendorf (Götzendorf) schenkte. Der Ort bestand damals aus 17 Lehen und 6 Hofstätten. Bedeutung erlangte der Steinbruch in Götzendorf. 1250 wurden die Spannberger Kirche aus Götzendorfer Sandstein gebaut. Teile davon sind noch heute erhalten. Aus dem gleichen Steinbruch stammen die Steine für die Kirchen von Stillfried und Jedenspeigen. Bereits 1327 wird das Schloss Velm genannt, als Herzog Friedrich der Schöne dieses dem Prior von Mauerbach schenkt.
Im Jahr 1512 wird berichtet, dass das Gebiet zur Pfarre Stillfried gehört und dass Matzen der Sitz des zugehörigen Landgerichtes ist. Die erste Grenzbeschreibung der Gemeinde Velm findet sich 1595 im Grundbuch der Herrschaft Ebenthal und Dürnkrut. Die erste Erwähnung des Ziegelofens in Velm findet sich 1762, als die Kirche in Spannberg mit 6000 Ziegeln aus Velm gedeckt wird. Zehn Jahre später wird in Götzendorf eine Kapelle errichtet, ein Jahr später eine Grundschule. Die Kapelle wurde 1778 um einen Turm erweitert und 1784 wurde Götzendorf zur Pfarre erhoben. Der erste Pfarrer war Rochus Wagner. In dieser Zeit bestand Velm aus 56 und Götzendorf aus 124 Häusern.
In der ersten Hälfte des 19. Jahrhunderts wechselten die Besitzer des Schlosses Velm mehrfach. 1824 kaufte es Fürst Kohary, dann fiel es 1830 durch Heirat an die Herren von Sachsen-Coburg-Gotha. Aber bereits 1858 wurde das Schloss abgetragen.
Die Einleitung des elektrischen Stromes erfolgte 1926.
Mit 1. Jänner 1967 erfolgte der freiwillige Zusammenschluss der beiden Gemeinden Velm und Götzendorf. Die Eingemeindung von Velm-Götzendorf nach Spannberg am 1. Jänner 1972 im Zuge der Niederösterreichischen Kommunalstrukturverbesserung wurde mit 1. Jänner 1990 wieder rückgängig gemacht.

### Einwohnerentwicklung
| Velm-Götzendorf: Einwohnerzahlen von 1869 bis 2024 | Velm-Götzendorf: Einwohnerzahlen von 1869 bis 2024 | Velm-Götzendorf: Einwohnerzahlen von 1869 bis 2024 | Velm-Götzendorf: Einwohnerzahlen von 1869 bis 2024 | Velm-Götzendorf: Einwohnerzahlen von 1869 bis 2024 |
| -------------------------------------------------- | -------------------------------------------------- | -------------------------------------------------- | -------------------------------------------------- | -------------------------------------------------- |
| Jahr                                               |                                                    |                                                    |                                                    | Einwohner                                          |
| 1869                                               | 1869                                               |                                                    | 1.056                                              | 1.056                                              |
| 1880                                               | 1880                                               |                                                    | 1.081                                              | 1.081                                              |
| 1890                                               | 1890                                               |                                                    | 1.186                                              | 1.186                                              |
| 1900                                               | 1900                                               |                                                    | 1.254                                              | 1.254                                              |
| 1910                                               | 1910                                               |                                                    | 1.252                                              | 1.252                                              |
| 1923                                               | 1923                                               |                                                    | 1.137                                              | 1.137                                              |
| 1934                                               | 1934                                               |                                                    | 1.098                                              | 1.098                                              |
| 1939                                               | 1939                                               |                                                    | 1.090                                              | 1.090                                              |
| 1951                                               | 1951                                               |                                                    | 969                                                | 969                                                |
| 1961                                               | 1961                                               |                                                    | 903                                                | 903                                                |
| 1971                                               | 1971                                               |                                                    | 867                                                | 867                                                |
| 1981                                               | 1981                                               |                                                    | 796                                                | 796                                                |
| 1991                                               | 1991                                               |                                                    | 790                                                | 790                                                |
| 2001                                               | 2001                                               |                                                    | 783                                                | 783                                                |
| 2011                                               | 2011                                               |                                                    | 779                                                | 779                                                |
| 2021                                               | 2021                                               |                                                    | 772                                                | 772                                                |
| 2024                                               | 2024                                               |                                                    | 779                                                | 779                                                |
| Quelle(n): Statistik Austria                       |                                                    |                                                    |                                                    |                                                    |

## Kultur und Sehenswürdigkeiten

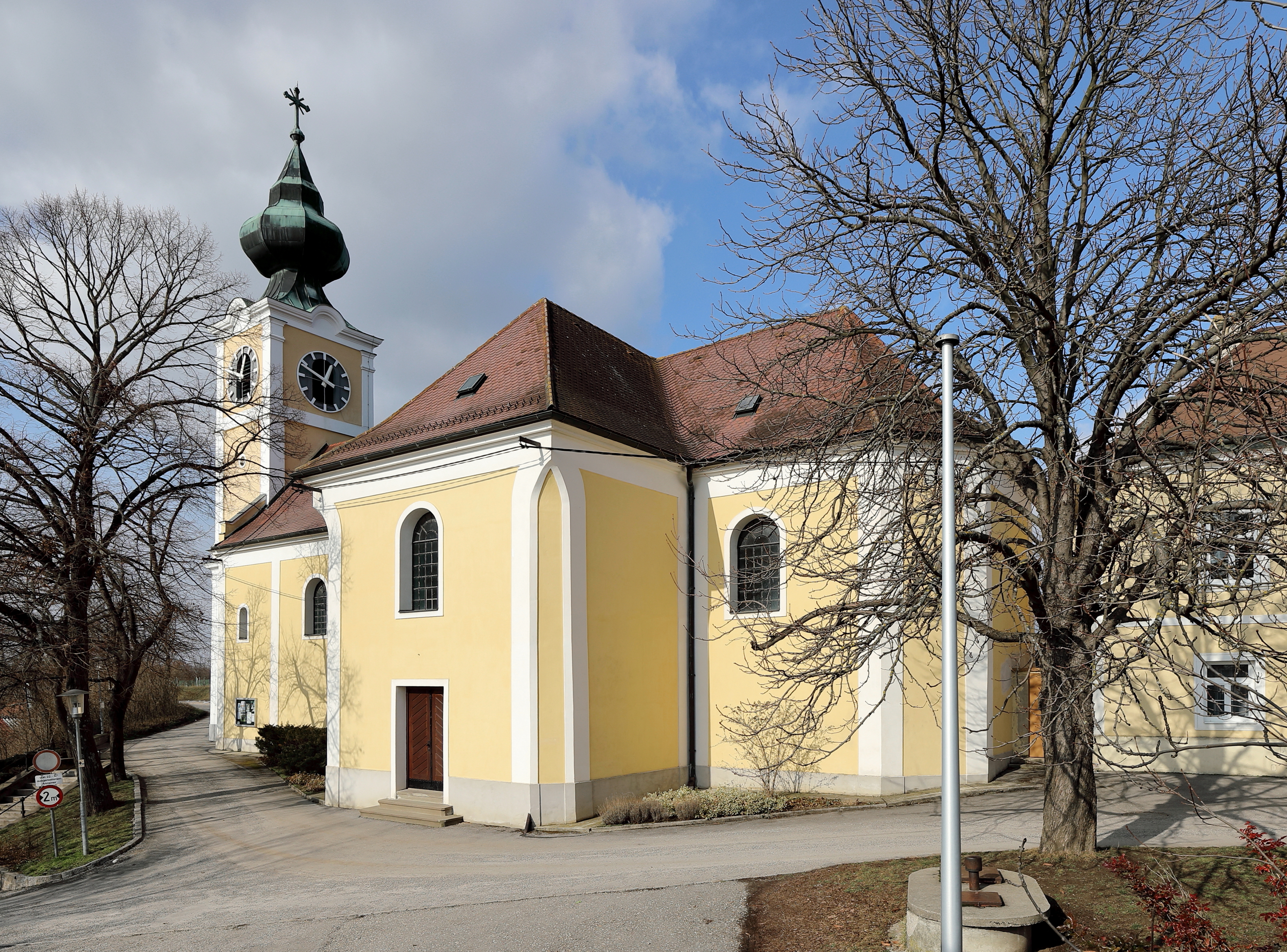
Pfarrkirche Velm-Götzendorf

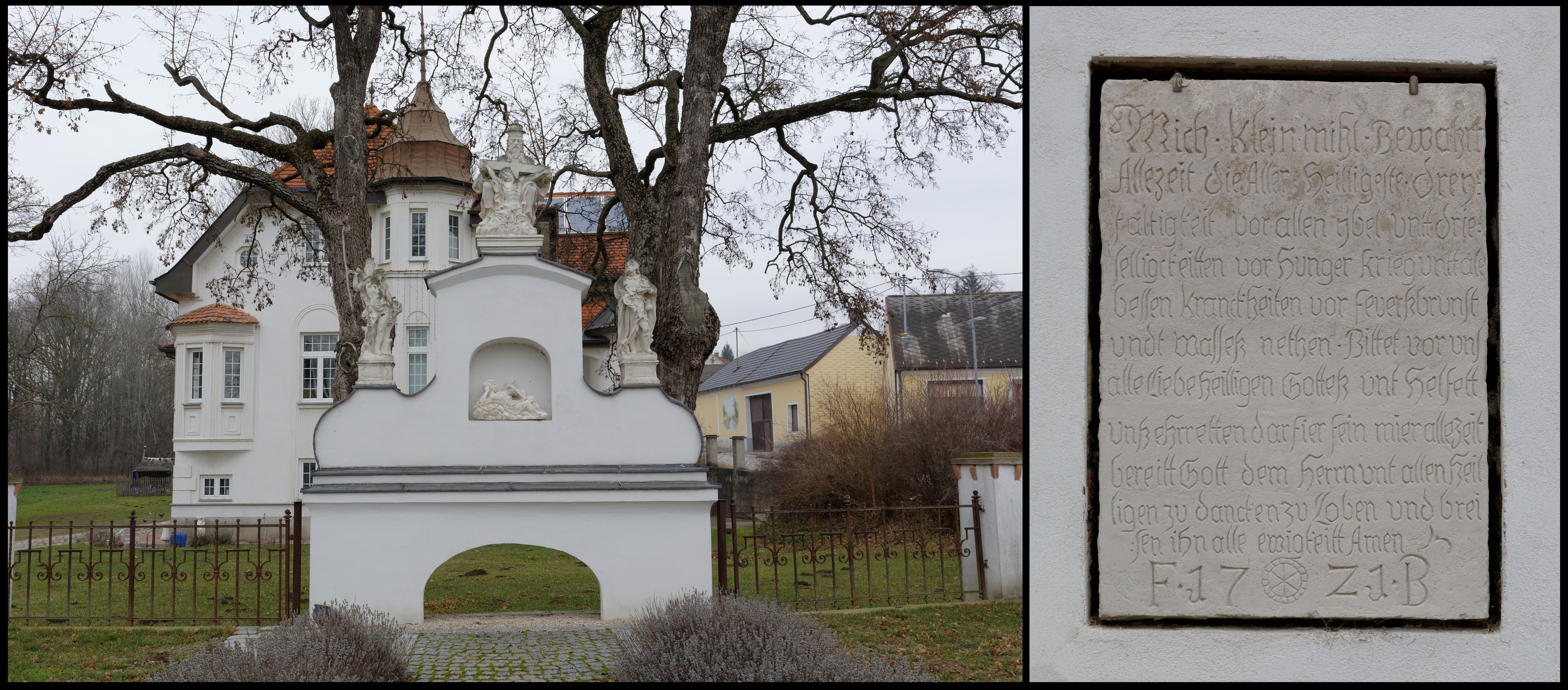
Bildstock in Velm

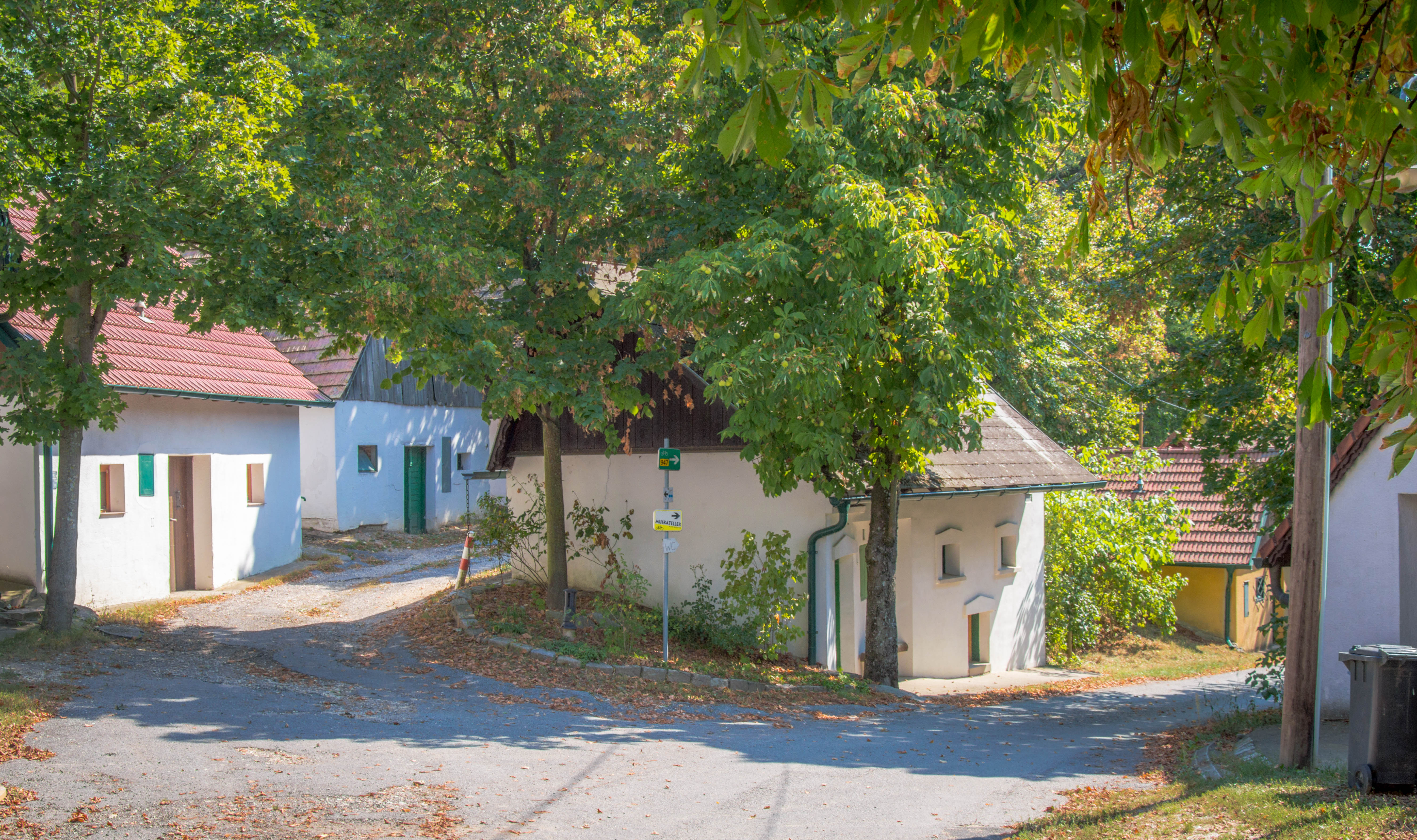
Kellergasse Am Kellerberg

- Katholische Pfarrkirche Velm-Götzendorf hl. Leopold

## Wirtschaft und Infrastruktur

### Wirtschaftssektoren
In den Jahren 1999 bis 2010 nahm die Anzahl der landwirtschaftlichen Betriebe von 78 auf 46 ab. Elf der zwölf Beschäftigten des Produktionssektors arbeiteten in der Bauwirtschaft. Die wichtigsten Arbeitgeber im Dienstleistungssektor waren die Bereiche Handel (21) und soziale und öffentliche Dienste (11 Erwerbstätige).
| Wirtschaftssektor            | Anzahl Betriebe | Anzahl Betriebe | Erwerbstätige | Erwerbstätige |
| Wirtschaftssektor            | 2011            | 2001            | 2011          | 2001          |
| ---------------------------- | --------------- | --------------- | ------------- | ------------- |
| Land- und Forstwirtschaft 1) | 46              | 78              | 23            | 40            |
| Produktion                   | 7               | 3               | 12            | 6             |
| Dienstleistung               | 25              | 23              | 52            | 43            |

1) Betriebe mit Fläche in den Jahren 2010 und 1999

### Arbeitsmarkt, Pendeln
Von den 334 Erwerbstätigen, die 2011 in der Gemeinde wohnten, pendelten 271 aus.

### Energie
Im Norden des Gemeindegebietes entstand 2005 bis 2019 ein Windpark.

## Politik

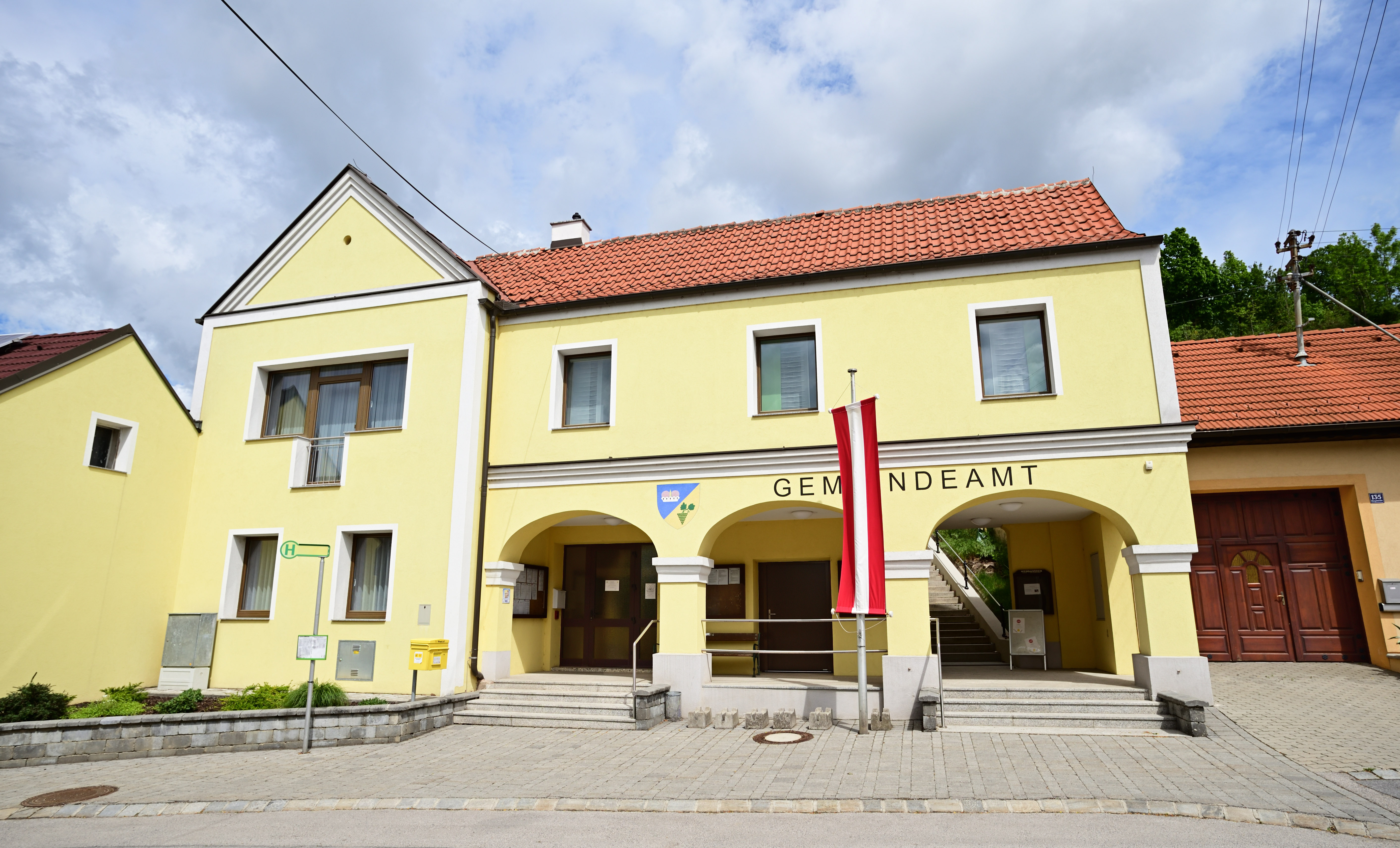
Gemeindeamt

### Gemeinderat
Der Gemeinderat hat 15 Mitglieder.
- Nach den Gemeinderatswahlen in Niederösterreich 1990 hatte der Gemeinderat folgende Verteilung: 10 ÖVP und 5 SPÖ.
- Nach den Gemeinderatswahlen in Niederösterreich 1995 hatte der Gemeinderat folgende Verteilung: 10 ÖVP und 5 SPÖ.[12]
- Nach den Gemeinderatswahlen in Niederösterreich 2000 hatte der Gemeinderat folgende Verteilung: 10 ÖVP und 5 SPÖ.[13]
- Nach den Gemeinderatswahlen in Niederösterreich 2005 hatte der Gemeinderat folgende Verteilung: 11 ÖVP und 4 SPÖ.[14]
- Nach den Gemeinderatswahlen in Niederösterreich 2010 hatte der Gemeinderat folgende Verteilung: 11 ÖVP und 4 SPÖ.[15]
- Nach den Gemeinderatswahlen in Niederösterreich 2015 hatte der Gemeinderat folgende Verteilung: 10 ÖVP und 5 SPÖ.[16]
- Nach den Gemeinderatswahlen in Niederösterreich 2020 hatte der Gemeinderat folgende Verteilung: 12 ÖVP, 2 SPÖ und 1 FPÖ.[17]
- Nach den Gemeinderatswahlen in Niederösterreich 2025 hat der Gemeinderat folgende Verteilung: 10 ÖVP, 4 FPÖ und 1 SPÖ.[18]

### Bürgermeister
- bis 2010 Johann Grünauer (ÖVP)
- seit 2010 Gerald Haasmüller (ÖVP)[19]

### Wappen
Der Gemeinde wurde 1993 folgendes Wappen verliehen: Ein schräglinks geteilter Schild, oben in Blau ein roter Markgrafenhut mit ausgelapptem Hermelinstulp und goldenen Spangen, unten in Gold eine grüne Weintraube mit zwei Blättern.

## Persönlichkeiten
- Karl Wernhart (1879–1944), Kaufmann, Politiker und Abgeordneter zum Landtag von Niederösterreich
- Christine Krammer (* 1943), Politikerin (SPÖ)